# Cisowa (powiat wieluński)
Cisowa – wieś w Polsce położona w województwie łódzkim, w powiecie wieluńskim, w gminie Pątnów. Położona jest pomiędzy miejscowościami Załęcze Wielkie i Załęcze Małe.
W latach 1975–1998 miejscowość administracyjnie należała do województwa sieradzkiego. 